# Proteste in Sudan del 2011
Le proteste in Sudan del 2011 si inseriscono nel contesto delle proteste nel mondo arabo che hanno coinvolto numerosi paesi del Nord Africa e del Medioriente durante il 2011.
Il 30 gennaio nella capitale Khartoum la polizia sudanese disperde una manifestazione di studenti, arrestandone alcuni; i dimostranti, al grido "siamo pronti a morire per il Sudan", chiedono la fine del regime in atto nel paese e riforme politiche ed economiche. In diversi siti di social network vengono creati gruppi che incitano alla rivolta.
Il 10 febbraio le forze di sicurezza sudanesi arrestano la portavoce dell'opposizione, Mariam al-Mahdi, nel contesto dell'attuazione di un giro di vite contro le proteste anti-governative in atto da diversi giorni.
Il 21 febbraio il presidente sudanese Omar al-Bashir, al potere dal 1989 a seguito di un golpe militare e accusato di crimini di guerra per il genocidio in Darfur da parte del Tribunale penale internazionale, annuncia che non correrà alle prossime elezioni. Secondo tutti gli analisti, l'annuncio di al-Bashir ha l'obiettivo di diluire le possibilità che il contagio della rivolta dei paesi arabi coinvolga anche il suo paese. Il 21 marzo un intervento preventivo delle forze di sicurezza impedisce sul nascere il verificarsi di una protesta a Khartoum.